# Edu Coimbra
Edu Coimbra (sinh ngày 5 tháng 2 năm 1947) là một cầu thủ bóng đá người Brasil.

## Đội tuyển bóng đá quốc gia Brasil
Edu Coimbra thi đấu cho đội tuyển bóng đá quốc gia Brasil từ năm 1967.